# Гранослов
Літературний конкурс «Гранослов» — щорічний міжнародний конкурс найкращих творів молодих українських літераторів. Започаткований у 1991 році.
Організатори:
- Національна спілка письменників України;
- Міністерство у справах сім'ї, молоді та спорту.

Мета конкурсу:
- сприяння національно-культурному відродженню України;
- популяризація української мови та творів українських авторів;
- поліпшення роботи з творчою молоддю;
- підтримка молодих талановитих українських поетів прозаїків, драматургів та видання їх перших книжок.

Вік конкурсантів: на конкурс представляються твори дітей та молоді віком до 35 років, що мешкають в Україні та за її межами.
Мова творів: молоді автори в Україні та за кордоном, що пишуть іншими мовами, подають свої рукописи на конкурс у перекладі українською мовою.
До конкурсу не допускаються автори, що вже є членами Національної спілки письменників України.
Відновлений у 2015 після семирічної перерви.

## Переможці

### 1991
Переможці літературного конкурсу "Гранослов" 1991 року:
Номінація «Поезія»
Переможці:
- Олександр Шумілін (Київ)
- Оксана Скоц (Хмельницька область)

Дипломанти:
- Ірина Сажинська (Запоріжжя)
- Олеся Міфтахова (Котляр) (Полтавська область)
- Олександр Литвиненко (Харків)
- Ліна Біла (Дніпро).

Номінація «Проза»
Переможець:
- Кирило Поліщук (Kyrylo Polishchuk) (Кропивницький)

Дипломанти:
- Сергій Демчук (Київ)
- Олександра Мудрак (Тернопільська область)
- Кристина Іванова (Київ)
- Вита Зайченко (Дніпро)
- Тетяна Боярчук (Львівська область)

Номінація «Літературно-критичні есеї та статті»
Дипломант:
- Антоніна Спірідончева(Київ)

Номінація «Переклади»
Дипломант:
- Наталя Ткачик (Івано-Франківськ)

Номінація «Визвольна боротьба українців від часів козацтва до сьогодення»
Дипломанти:
- Олена Ковтун (Черкаська область)
- Роман Глєбов (Харків)
- Юрій Коцегуб (Полтавська область) [3]